# 바켄 오픈 에어
바켄 오픈 에어(Wacken Open Air, W:O:A)는 독일 슐레스비히홀슈타인주 바켄에서 매년 8월 첫째주 주말에 개최되는 헤비 메탈 음악제이다. 거의 모든 하드 록 장르와 메탈 장르를 포함한다. 현재 세계에서 가장 큰 헤비 메탈 축제 중 하나이자 독일에서 가장 큰 야외 축제 중 하나이다. 2020년 축제는 7월 30일부터 8월 1일까지 열릴 예정이었지만 코로나19 범유행으로 인해 독일에서 대규모 공개 행사가 금지되어 취소되었다.